# Iscadia buckleyi
Iscadia buckleyi är en fjärilsart som beskrevs av Druce 1890. Iscadia buckleyi ingår i släktet Iscadia och familjen trågspinnare. Inga underarter finns listade i Catalogue of Life.